# The Turmoil (film 1916)
The Turmoil è un film muto del 1916 diretto da Edgar Jones. La protagonista fu Valli Valli, una famosa attrice teatrale inglese che, nella sua carriera girò solo quattro film.
Il soggetto, tratto dal romanzo di Booth Tarkington, diede spunto a un remake, The Turmoil diretto da Hobart Henley e interpretato da Eleanor Boardman.

## Produzione
Il film venne girato a Pelham, nello stato di New York.

## Distribuzione
Distribuito dalla Metro Pictures Corporation, uscì nelle sale cinematografiche USA il 10 gennaio 1916.